# Zmiany granic miast w Polsce w 2008
Zmiany granic miast w 2008 roku – zmiany granic administracyjnych miast w Polsce, które nastąpiły 1 stycznia 2008 r. na podstawie rozporządzenia Rady Ministrów z 24 lipca 2007 r.
| Miasto (województwo)                      | Powierzchnia przed zmianą | Powierzchnia po zmianie | Włączany/wyłączany obszar                             | Włączona/wyłączona powierzchnia |
| ----------------------------------------- | ------------------------- | ----------------------- | ----------------------------------------------------- | ------------------------------- |
| Brzesko (województwo małopolskie)         | 11,79 km²                 | 11,83 km²               | część Jasienia                                        | 0,04 km²                        |
| Czarnków (województwo wielkopolskie)      | 9,69 km²                  | 10,04 km²               | część Brzeźna i Dębego                                | 0,35 km²                        |
| Jasień (województwo lubuskie)             | 3,07 km²                  | 4,79 km²                | części: Budziechowa, Lisiej Góry, Mirkowic i Jabłońca | 1,72 km²                        |
| Mrocza (województwo kujawsko-pomorskie)   | 4,34 km²                  | 5,01 km²                | część Wiel                                            | 0,67 km²                        |
| Police (województwo zachodniopomorskie)   | 37,06 km²                 | 37,31 km²               | część Mścięcina                                       | 0,25 km²                        |
| Rzeszów (województwo podkarpackie)        | 77,30 km²                 | 91,54 km²               | pozostała część Przybyszówki i Zwięczyca              | 14,24 km²                       |
| Szczawnica (województwo małopolskie)      | 87,90 km²                 | 32,90 km²               | Jaworki i Szlachtowa                                  | 55 km²                          |
| Szczecin (województwo zachodniopomorskie) | 300,80 km²                | 300,55 km²              | część Mścięcina                                       | 0,25 km²                        |
| Trzebinia (województwo małopolskie)       | 31,24 km²                 | 31,94 km²               | część Myślachowic                                     | 0,70 km²                        |